# Ministério dos Transportes e Comunicações
O Ministério dos Transportes e Comunicações foi a designação de um departamento dos IV, V e VI Governos Provisórios e I, II, III, IV Governos Constitucionais de Portugal, V Governos Constitucionais de Portugal, VI Governos Constitucionais de Portugal e VII Governos Constitucionais de Portugal.

## Ministros
Os ministros que ocuparam esta pasta foramː
| Período     | Ministro                      | Governo                    |
| ----------- | ----------------------------- | -------------------------- |
| 1975        | Álvaro Veiga de Oliveira      | IV Governo Provisório      |
| 1975        | Henrique de Oliveira e Sá     | V Governo Provisório       |
| 1975 – 1976 | Walter Rosa                   | VI Governo Provisório      |
| 1976        | José Augusto Fernandes        | VI Governo Provisório      |
| 1976 – 1978 | Rui Vilar                     | I Governo Constitucional   |
| 1978        | Manuel Ferreira Lima          | II Governo Constitucional  |
| 1978        | Amílcar Marques               | III Governo Constitucional |
| 1978 – 1979 | José Ricardo Marques da Costa | IV Governo Constitucional  |
| 1979 – 1980 | Frederico Monteiro da Silva   | V Governo Constitucional   |
| 1980 – 1981 | José Viana Baptista           | VI Governo Constitucional  |
| 1980 – 1981 | José Viana Baptista           | VII Governo Constitucional |